# 石上神宮

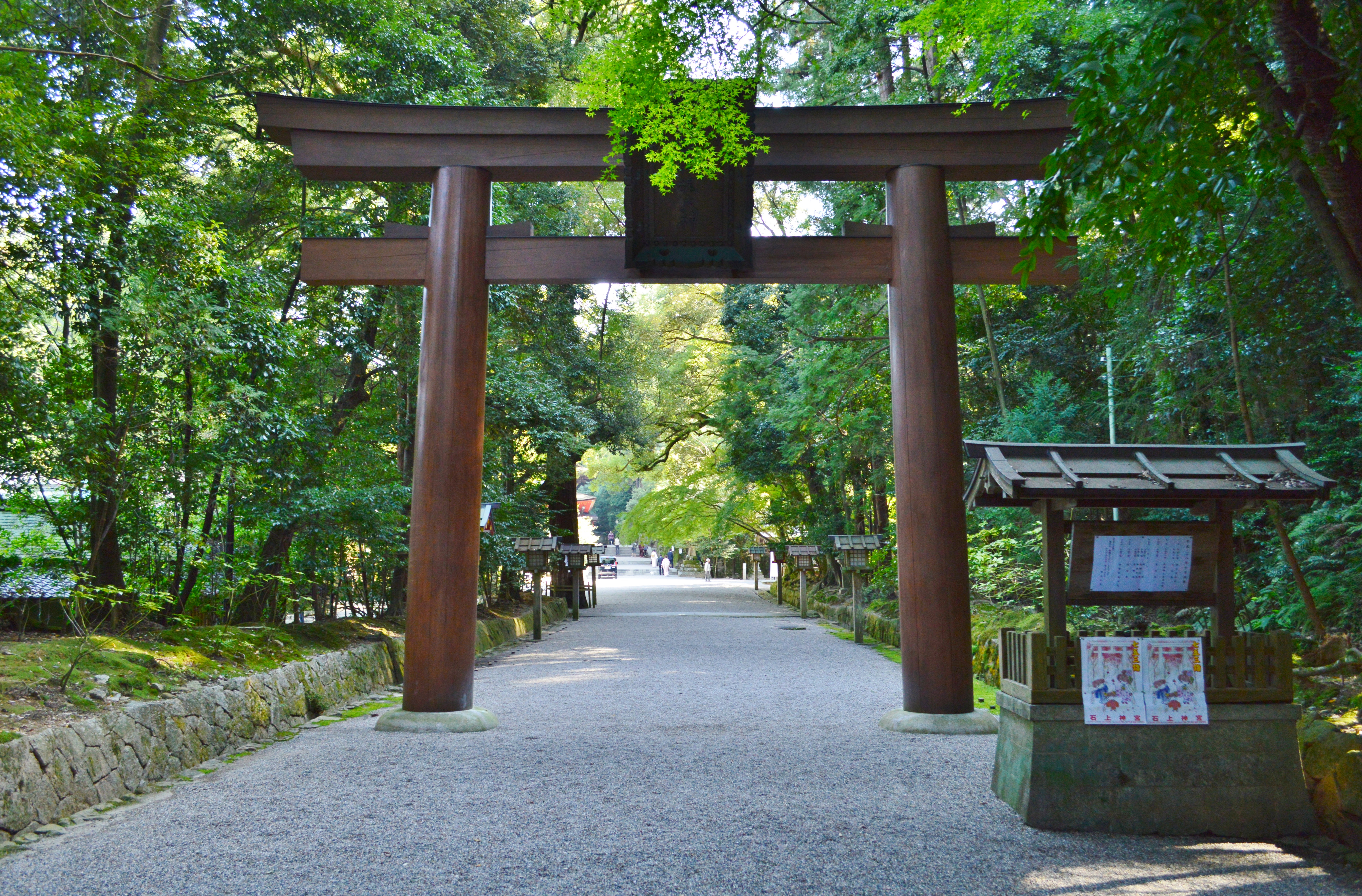
大鳥居

石上神宮（いそのかみじんぐう）は、奈良県天理市布留町にある神社。式内社（名神大社）、二十二社（中七社）。旧社格は官幣大社で、現在は神社本庁の別表神社。

## 社名
別名として、
- 石上振神宮[1]
- 石上坐布都御魂神社
- 石上布都御魂神社
- 石上布都大神社
- 石上神社
- 石上社
- 布留社
- 岩上大明神
- 布留大明神

などがある。幕末 - 明治期には地元で「いわがみさん」と呼ばれていた。
なお『日本書紀』に記された「神宮」は伊勢神宮と石上神宮だけであり、その記述によれば日本最古設立の神宮となる。

## 祭神
主祭神
- 布都御魂大神（ふつのみたまのおおかみ） - 神体の布都御魂剣（ふつのみたまのつるぎ）に宿る神霊。

配神
- 布留御魂大神（ふるのみたまのおおかみ） - 十種神宝に宿る神霊。
- 布都斯魂大神（ふつしみたまのおおかみ） - 天羽々斬剣（あめのはばきりのつるぎ）に宿る神霊。
- 宇摩志麻治命（うましまじのみこと）
- 五十瓊敷命（いにしきのみこと）
- 白河天皇
- 市川臣命（いちかわおみのみこと） - 天足彦国押人命（孝昭天皇皇子）後裔で、石上神宮社家の祖。

## 歴史
古代律令制下の大和国山辺郡石上郷に属する布留山の西北麓に鎮座する。非常に歴史の古い神社で、8世紀成立の『古事記』や『日本書紀』に「石上神宮」「石上振神宮」として記述がある。神宮号を記録上では伊勢神宮と同じく一番古く称している。当社の禁足地からは勾玉など古墳時代の遺物が出土するので、飛鳥時代以前の相当早い段階から祭祀が始まっていたようである。当社の神宝として祀られていた「七支刀」は後述するように4世紀作と推定されている。
社伝によれば、崇神天皇7年に勅命により物部氏の伊香色雄命が「布都御魂剣」という剣を現在地に遷し、「石上大神」として祀ったのが当社の創建とする。仁徳天皇の治世での創建という説もある。布都御魂剣は武甕槌・経津主二神による葦原中国平定の際に使われたという伝説の剣で、神武東征で熊野において神武天皇が危機に陥った時に、高倉下を通して天皇の元に渡ったという。その後、物部氏の祖宇摩志麻治命により宮中で祀られていたものを当社に移したという。社伝ではまた一方で、素盞嗚尊が八岐大蛇を斬ったときの十握剣が、石上布都魂神社（現・岡山県赤磐市）から当社へ遷されたとも伝えている。この剣は石上布都魂神社では明治以前には「布都御魂剣」と伝えていたとしている。
垂仁天皇39年には剣一千口と神宝が納められ、天武天皇3年（674年）には忍壁皇子（刑部親王）を派遣して神宝を磨かせ、諸家の宝物は皆その子孫に返還したはずだが、日本後紀　巻十二　桓武天皇　延暦23年（804年）二月庚戌 条に、代々の天皇が武器を納めてきた神宮の兵仗を山城国 葛野郡に移動したとき、人員延べ十五万七千余人を要し、移動後、倉がひとりでに倒れ、次に兵庫寮に納めたが、桓武天皇も病気になり、怪異が次々と起こり、使者を石上神宮に派遣して、女巫に命じて、何故か布都御魂ではなく、布留御魂を鎮魂するために呼び出したところ、女巫が一晩中怒り狂ったため、天皇の歳と同じ数の69人の僧侶を集めて読経させ、神宝を元に戻したとある。
神階は嘉祥3年（850年）に正三位、貞観元年（859年）に従一位、貞観9年（868年）に正一位。『延喜式神名帳』には「大和国山辺郡 石上坐布留御魂神社」と記載され、名神大社に列し、月次・相嘗・新嘗の幣帛に預り、臨時祭も執り行われると記されている。『延喜式』の「臨時祭」の項では殿舎と神門の鑰を宮中で保管し容易には開かないと記されている。
中世以降は布留郷の鎮守となり、当社の神宮寺である内山永久寺（天理市杣之内町にあった寺院）と共に栄えた。しかし、興福寺と度々抗争を繰り返し布留郷一揆が頻発し、戦国時代に入ってからは織田信長の勢力に押され、多くの神領も没収された。しかし、氏子たちの信仰は衰えなかった。
江戸時代には「西の日光」と呼ばれた内山永久寺が明治時代になって廃寺とされるも、当社は1871年（明治4年）には官幣大社に、1883年（明治16年）には神宮号を再び名乗ることが許された。
この神社には本来、本殿は存在せず、拝殿の奥の聖地（禁足地）を「布留高庭」「御本地」などと称して祀り、またそこには2つの神宝が埋斎されていると伝えられていた。1874年（明治7年）の発掘を期に、出土した刀（布都御魂剣）や曲玉などの神宝を奉斎するため本殿を建造（建造のための1878年（明治11年）の禁足地再発掘でも刀（天羽々斬剣）が出土し、これも奉斎した）。1913年（大正2年）には本殿が完成した。禁足地は今もなお、布留社と刻まれた剣先状石瑞垣で囲まれている。
翌、1914年（大正3年）には旧内山永久寺の地に残されていた住吉神社の拝殿を移築し、摂社・出雲建雄神社の拝殿としている。
1948年（昭和23年）に神社本庁の別表神社に加列されている。

## 境内
- 本殿 - 1913年（大正2年）建立。

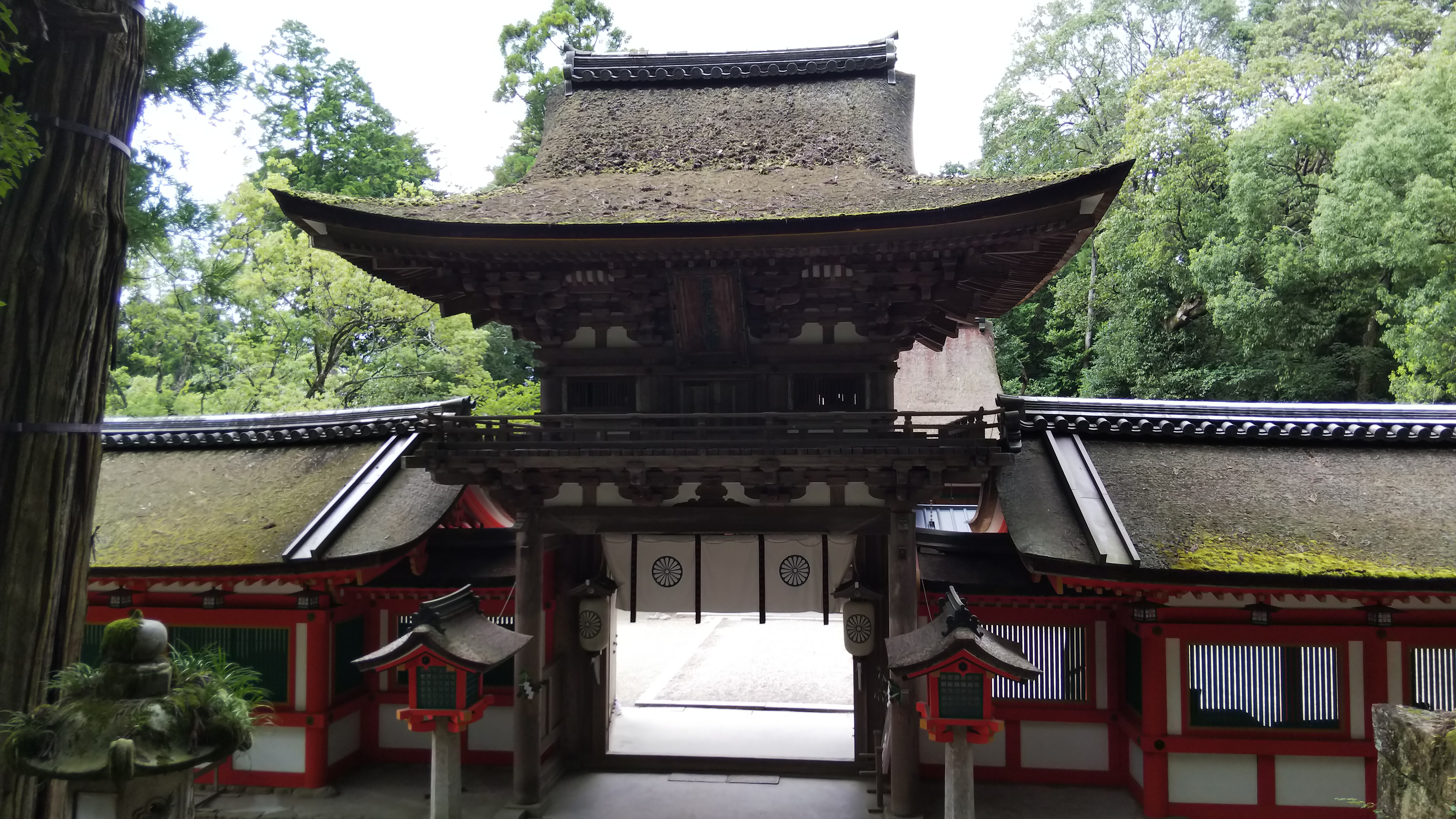
楼門（重要文化財）

- 拝殿（国宝） - 入母屋造、檜皮葺。白河天皇が新嘗祭を行う皇居の神嘉殿を拝殿として寄進したとの伝承があるが、実際の建立年代は鎌倉時代初期とみられる[要出典]。仏堂風の外観をもち、貫（柱を貫通する水平材）を多用するなど、大仏様（だいぶつよう）の要素がみられる。
- 廻廊
- 楼門（重要文化財） - 鎌倉時代後期、文保2年（1318年）の造営。正面に掲げられている額「萬古猶新」は山縣有朋の筆。
- 長生殿
- 神庫
- 鏡池
- 神饌所
- 社務所
- 参集殿
- 儀式殿
- 鶏 - 七十二候にちなんで東天紅鶏・烏骨鶏など約30羽が境内に放し飼いされている[3][4][5]。

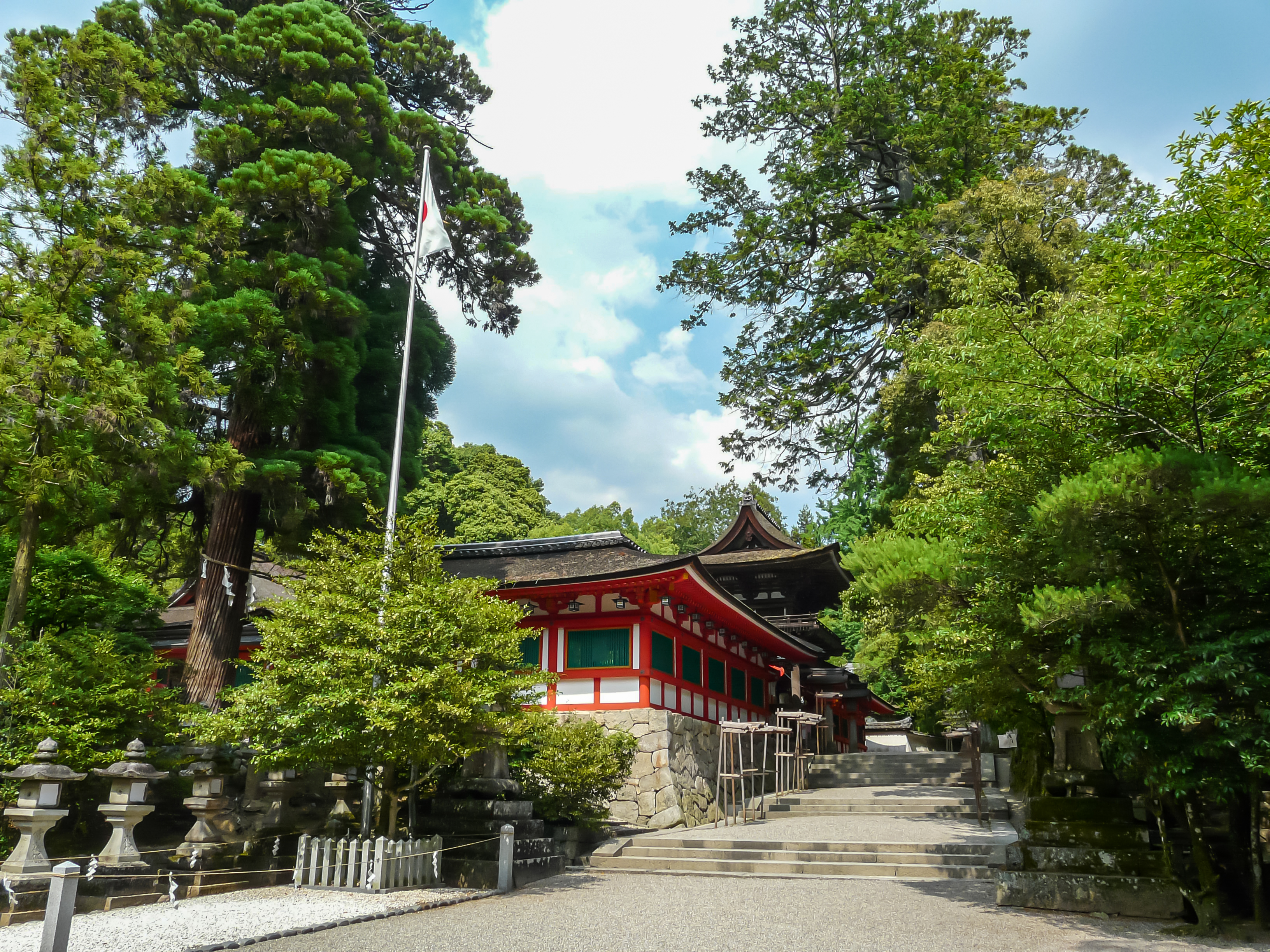
回廊
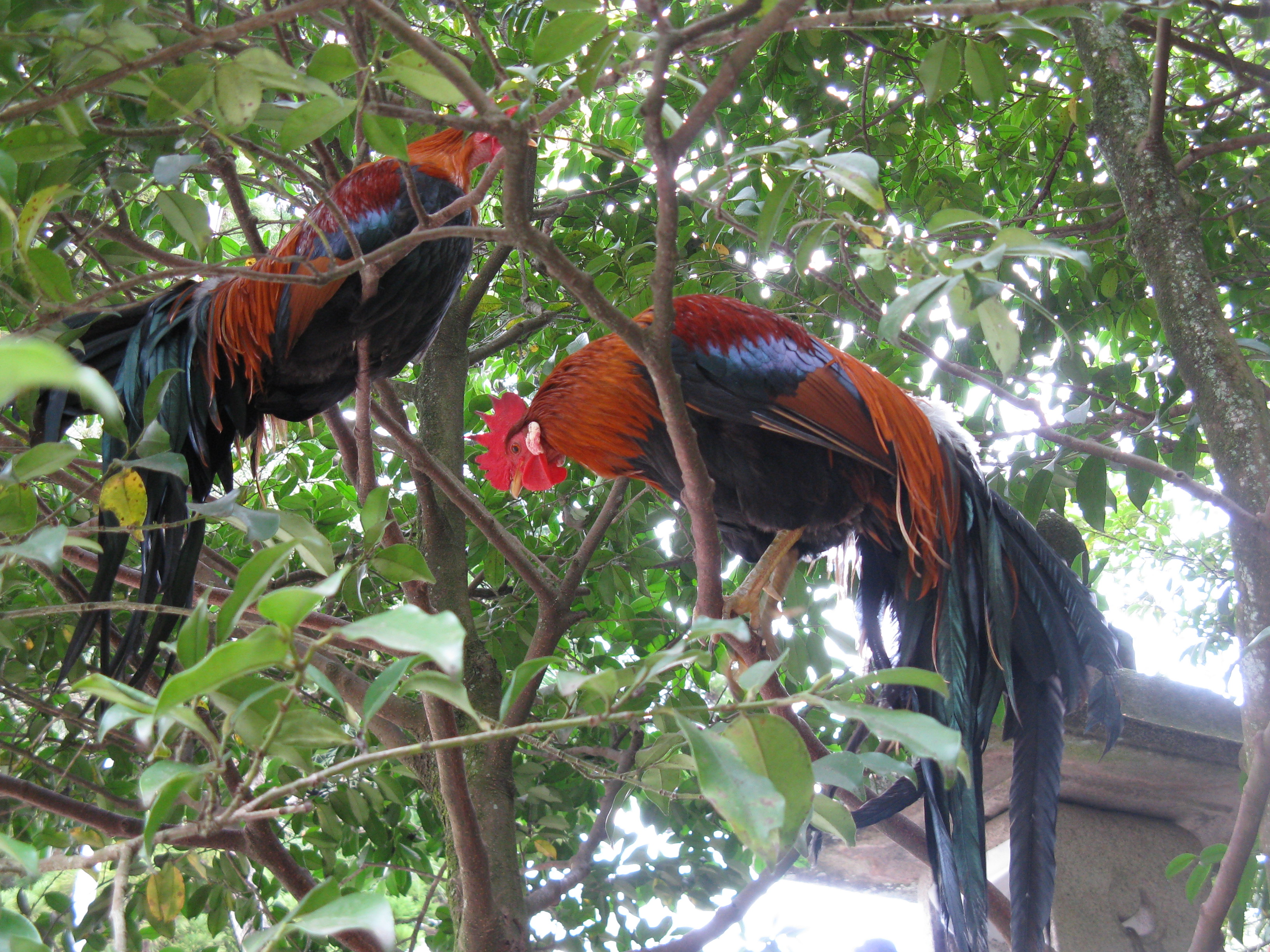
石上神宮の神使、鶏

## 摂末社

### 摂社
- 出雲建雄神社

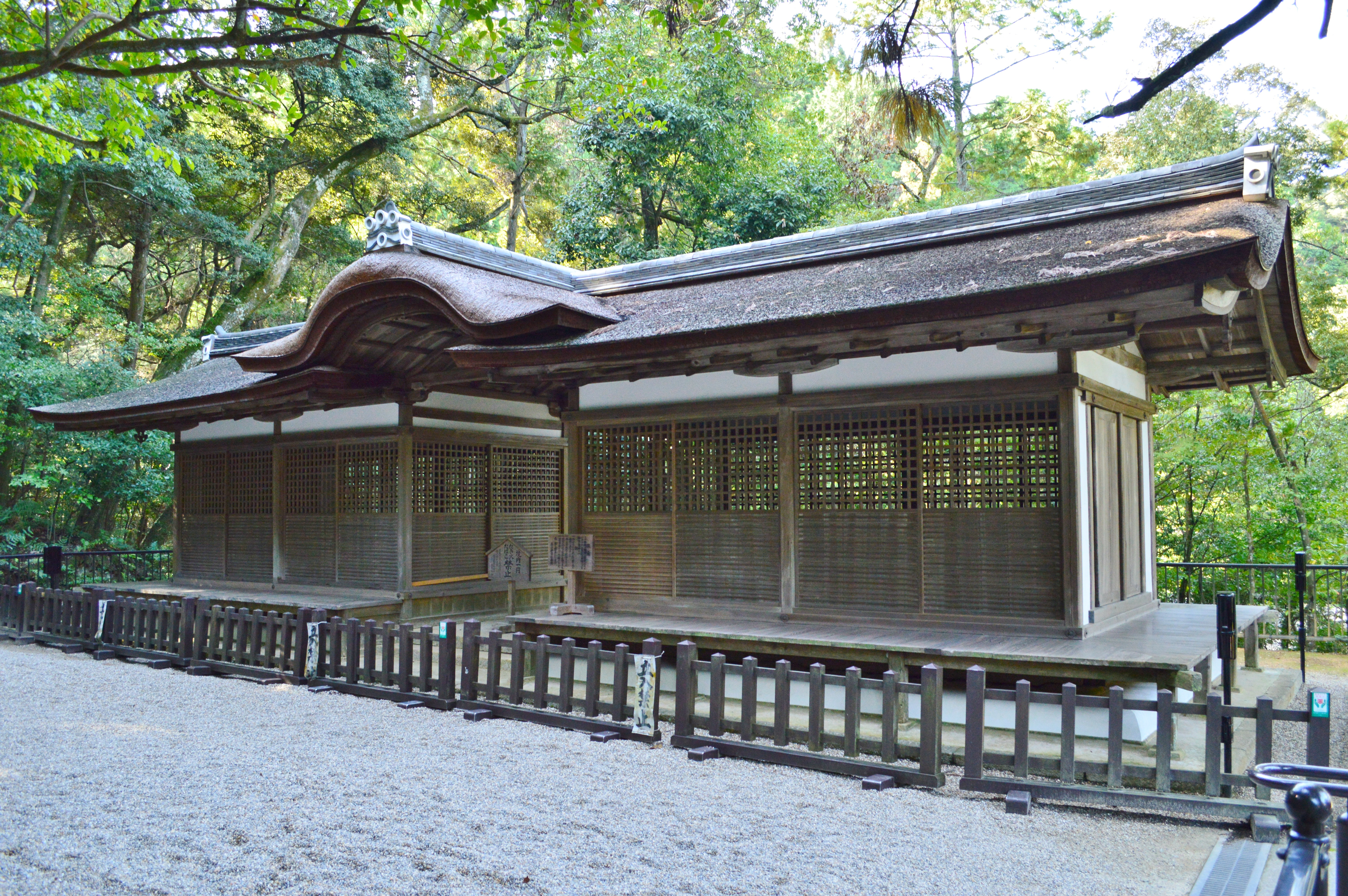
摂社出雲建雄神社 拝殿（国宝）

  - 祭神：出雲建雄神（草薙剣の荒魂、縁起では「吾は尾張の氏の女が祭る神である」とあり宮簀媛を示すとされる）。式内社。社殿は切妻造、檜皮葺。拝殿（国宝）は内山永久寺の鎮守社住吉神社の拝殿を1914年（大正3年）に移築したもの。正安2年（1300年）の建立。桁行5間の建物の中央1間分を土間の通路とした「割拝殿」と呼ばれる形式の拝殿である。国宝に指定されている。
- 猿田彦神社
  - 祭神:猿田彦大神、住吉大神、高靇神。住吉大神は元々は内山永久寺の鎮守社である住吉神社で祀られていたもの。
- 天神社
  - 祭神: 高皇産霊神、神皇産霊神
- 七座社
  - 祭神: 生産霊神、足産霊神、魂留産霊神、大宮能売神、御膳都神、辞代主神、大直日神[6]

上記4社は拝殿よりも南であるが、石段の上の隣接した高い位置にある。そのため拝殿前の中庭から見ると、楼門がまるで4社の楼門であるかの様に見える。なお、斎宮が居た場所は上記4社（西向）の真裏（東隣）と伝えられる。

### 末社
- 神田神社
  - 祭神: 高倉下命
- 祓戸神社（聖域につき神職者以外は参拝不可）
  - 祭神: 祓戸大神
- 恵比須神社 - 境外末社
  - 祭神: 事代主神

## 文化財

### 国宝

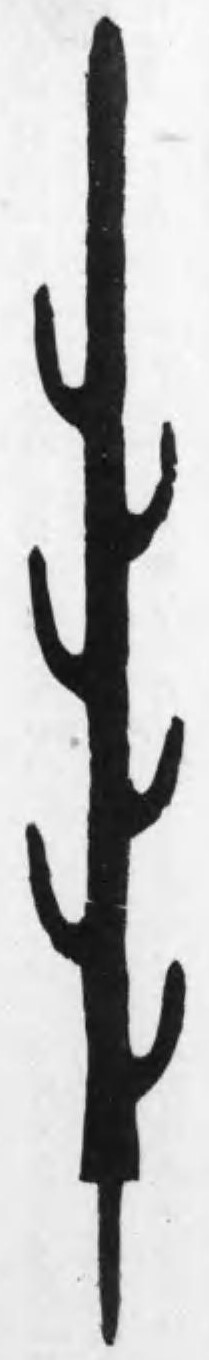
七支刀（国宝）

- 拝殿（建造物） - 鎌倉時代前期の造営。1906年（明治39年）4月14日に古社寺保存法に基づき特別保護建造物に指定、1954年（昭和29年）3月20日に文化財保護法に基づき国宝に指定[7]。
- 摂社出雲建雄神社拝殿（建造物） - 鎌倉時代後期、正安2年（1300年）の造営。1916年（大正5年）5月24日に古社寺保存法に基づき特別保護建造物に指定、1954年（昭和29年）3月20日に文化財保護法に基づき国宝に指定[8]。
- 七支刀（考古資料） - 石上神宮伝世品。両刃の剣の左右に3つずつの小枝を突出させたような特異な形状を示す。金象嵌で記された銘文の中に「泰□四年」の年紀があるが、「泰和」と解釈して「太和4年（369年）」に比定する説があり、その頃の百済での作と推定される。かつては神剣渡御祭（でんでん祭）で持ち出され、祭儀の中心的役割を果たした（詳細は「七支刀」を参照）。1949年（昭和24年）5月30日に国の重要文化財に指定、1953年（昭和28年）11月14日に文化財保護法に基づき国宝に指定[9]。

### 重要文化財

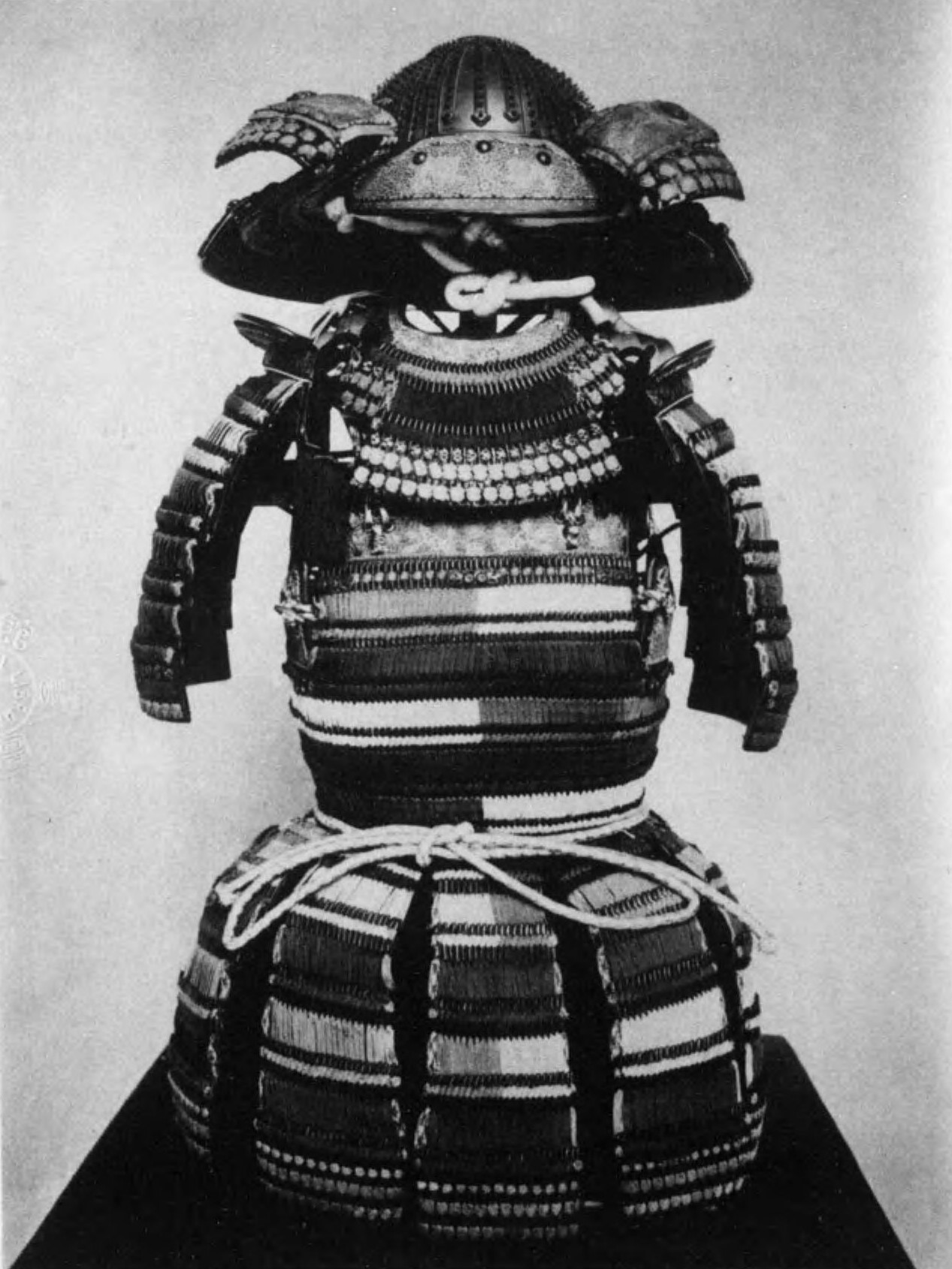
色々威腹巻 兜・壺袖付（国の重要文化財）

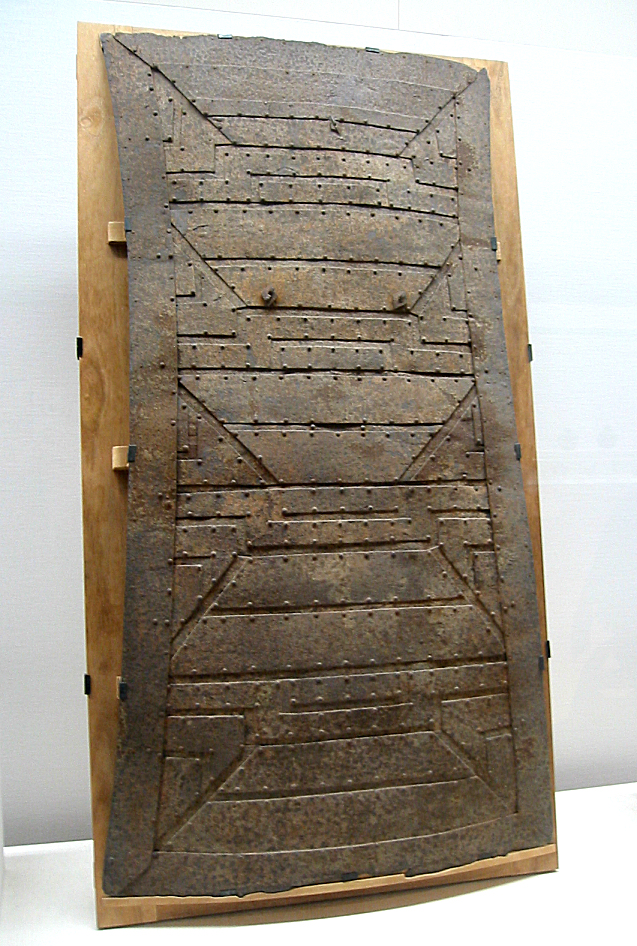
鉄盾（2枚のうち東京国立博物館寄託品、国の重要文化財）

- 楼門（建造物） - 1906年（明治39年）4月14日に古社寺保存法に基づき特別保護建造物に指定、1950年（昭和25年）の文化財保護法施行により重要文化財に指定[10]。
- 色々威腹巻 兜・壺袖付（工芸品） - 1901年（明治34年）3月27日指定[11]。神宮の記録には足利尊氏が奉納した甲冑が存在したことが見え、「色々威腹巻」がそれに当たるとされる[12]。現状では、背中で引き合わせて着用する腹巻形式の胴鎧に、肩と上腕部を守る袖と星兜、喉輪が合わさり、室町時代の作とされているが[11]、実際は各部品とも製作年代がそれぞれ異なる別個のもので、近代の（旧）国宝指定に際しての修復により一揃いとされた経緯を有する[13]。星兜のうち鉢の部分は南北朝時代の製作とみられ、同甲冑の中で最も古く精巧であるが、修理により後頭部を保護するシコロは室町時代後期のものが取り付けられている[14]。胴の威毛は紅・萌黄・白・紫の4色の組紐を用いており、「色々威」の名称はこれに由来する[13]。甲冑研究家の山上八郎は、戦前に神宮を調査した時に緋色の威毛断片を確認したとして、尊氏が奉納したのは緋威の大鎧で、現在腹巻に付く星兜も本来その一部だったのが、経年で大鎧が破損して鉢と威毛が残ったのではないかと推測している[12]。なお、山上は、大正時代に甲冑愛好を趣味とした画家の2代目五姓田芳柳から聞いた話として、当時、時代の異なる部品を組み合わせて揃いの甲冑一領に仕立てることは、識者の間では「石上式」と呼ばれ侮蔑の対象であったと述べている[12]。
- 鉄盾 2枚（考古資料） - 古墳時代の作で、石上神宮伝世品。元禄12年（1699年）成立の『石上大明神縁起 坤』には盾は3枚あったと記されており、1枚は失われたようである。大きい方[15]は石上神宮保管、小さい方[16]は東京国立博物館に寄託されている。盾の模様は、一部の木盾や革盾で用いられる鍵手文を踏襲している[17]。一見すると両者はそっくりだが、石上神宮保管品は鍵手文をよく理解しており、制作手順が規則的で、鋲の直径が5mmと3mmのものが混在し、鉄板の厚さは2.4mmである一方で、東博寄託品は鍵手文の理解が不足しており、制作手順に規則性が見られず、鋲の直径は5〜6mmで一定し、厚さは約3mmと前者より2割ほど厚い。そのため、東博寄託品の方が少し後に作られたと考えられる。また、中世の石上神宮では、強訴などで鉄盾を持ち出すこともあったことから、当時、強訴での使用により破損・破棄された盾を補うため、古墳時代に作られた神宮保管品を手本として東博寄託品が製作されたとする説がある[18]。昭和24年5月30日指定[19]。
- 石上神宮禁足地出土品（考古資料） - 明細は以下。奈良国立博物館に寄託。1897年（明治30年）12月28日「勾玉類11箇」として指定[20]、昭和33年2月8日追加指定[21]。
  - 硬玉勾玉 11箇
  - 碧玉管玉 一括
  - 硬玉棗玉等 10箇
  - 碧玉琴柱形石製品 1箇
  - 金銅鐶 3箇
  - 金銅垂飾品 1箇
  - 環頭大刀柄頭 1箇
  - 銅鏃 2本
  - （附指定）金銅球形製品 1箇
  - （附指定）銅鏡 2面
  - （附指定）鏡形銅製品 2面

### 奈良県指定有形文化財

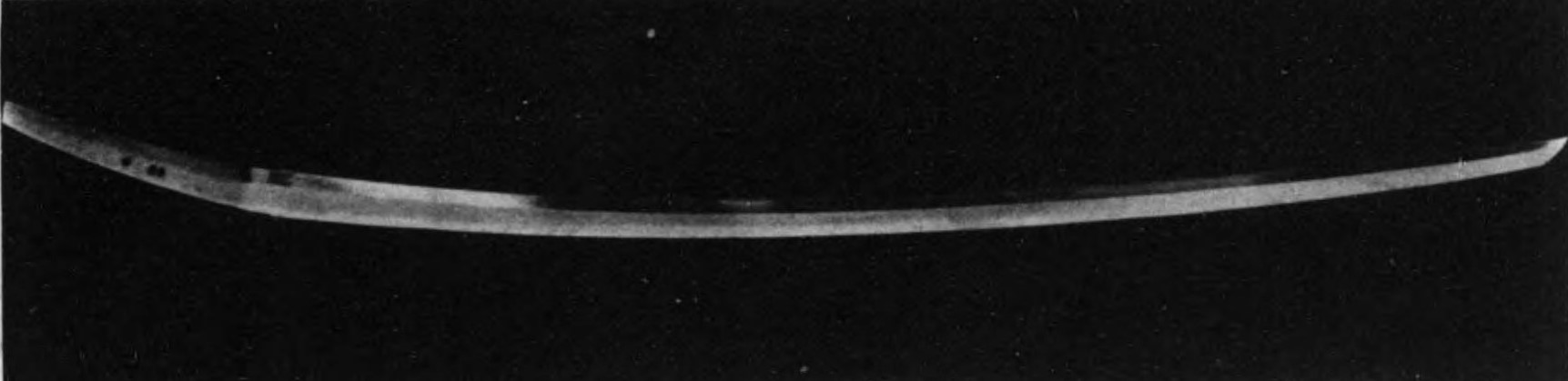
太刀「銘義憲作」（小狐丸）

- 太刀「銘義憲作」（工芸品） - 「小狐丸」の号がある。1953年（昭和28年）3月23日指定[22]。
- 彩絵羯鼓胴・黒漆鼓胴（工芸品）
- 須恵大甕（考古資料） - 1959年（昭和34年）7月23日指定[22]。

### 奈良県指定天然記念物
- 石上神宮鏡池棲息ワタカ - 1953年（昭和28年）3月23日指定[22]。
- 石上神宮社そう - 1995年（平成7年）3月22日指定[22]。

### 奈良県指定有形民俗文化財
- 石上神宮祭礼渡御図絵馬 2対 - 1988年（昭和63年）3月22日指定[22]。

### その他
- 朱札紅糸素懸威鉄腹巻

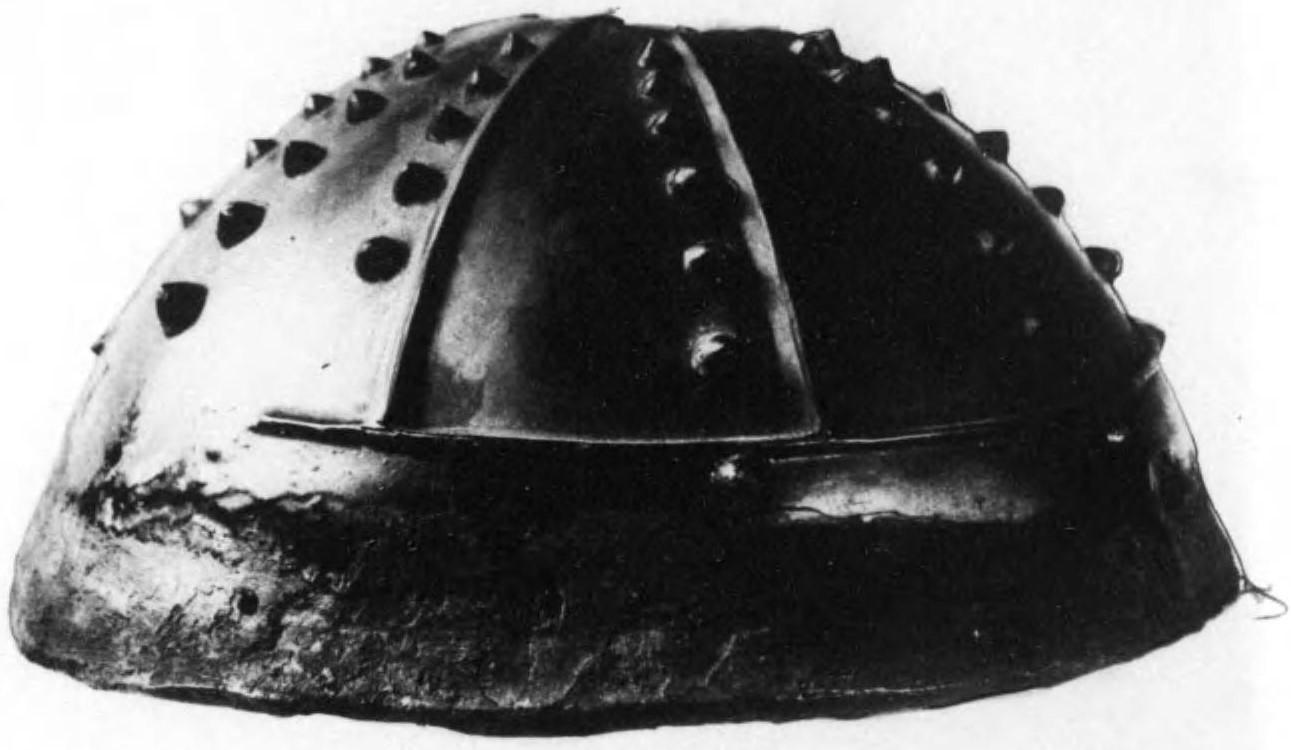
黒塗練革星兜鉢

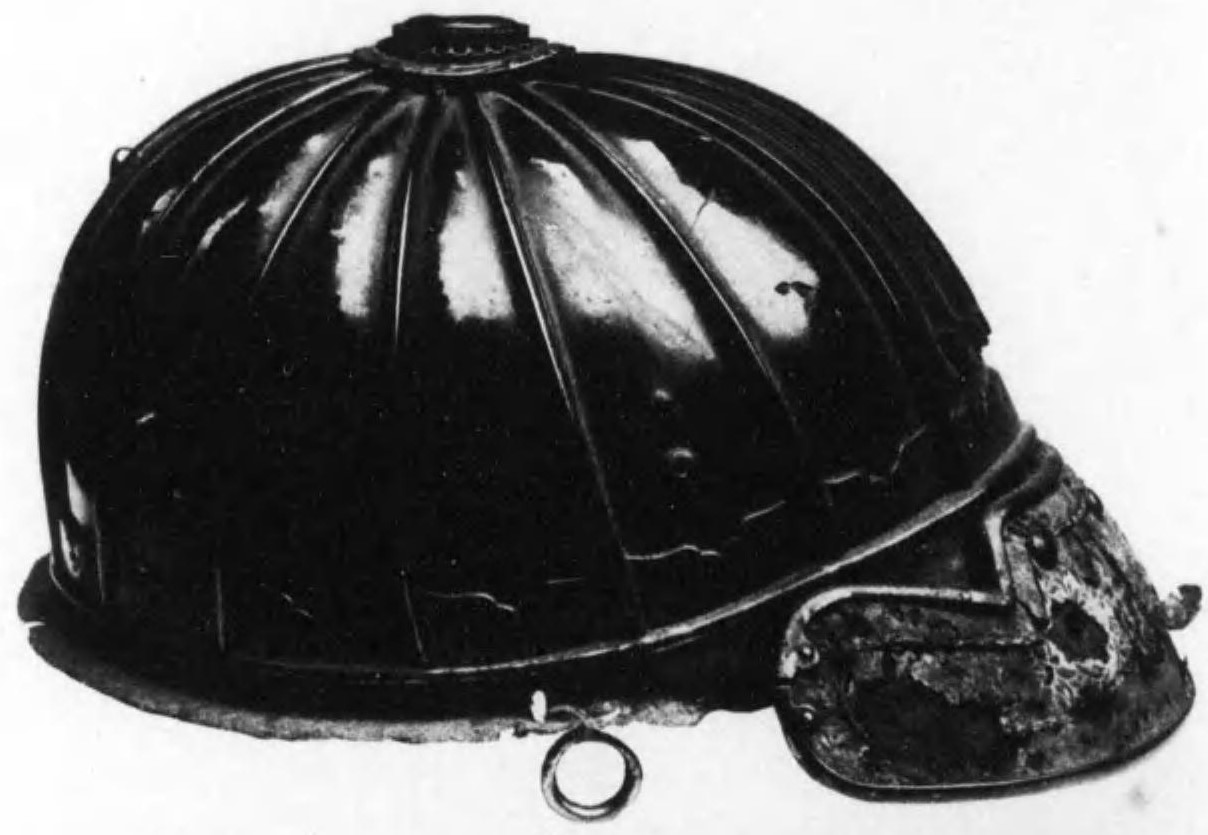
十六間筋兜鉢

- 黒塗練革星兜鉢 - 鎌倉時代前期の作とみられる。兜鉢の素材は原則として鉄であったが、革で作られることもあり、本品はその現存最古の例である[23]。2枚以上の牛革を膠水に浸した後に打ち固めた「練革」を半球状に成形し、かつ表面に鉄線や鉄鋲を取り付けて黒漆を塗り、8枚張の鉄製星兜鉢のように見せている[23]。頭頂部に4センチメートルの穴が開けられるのは烏帽子を被せた髻を引き出して着用する手法のためで、このことと飾金具を設けない点から鎌倉時代前期の下級武士の品と推測されている[23]。
- 十六間筋兜鉢

## 忌火職
皇室・出雲国造と同じく、世襲の忌火（いんび）職があり、江戸時代まで物部氏の本宗として、代々森家が務めた。現在の宮司も森家出身。
忌火とは、本来神饌を煮炊きする、火鑽（ひきり）によって得た神聖な火の意味。石上神宮の長官職を意味し、皇室の大嘗祭、出雲国造の火継式（神火相続式）に似た、神主の忌火成り神事が行われた。
酒殿社（現存せず。柿本人麻呂の碑の西にあった。同地より、胴径160cmの巨大な古墳時代の須恵器大甕が発掘されている。）に臨時の清浄殿が設けられ、神主はそこに籠もり、忌火が鑽り出され、その火によって神聖な食事をし、現人神となった神主は、比礼（千早？）を肩に掛け、布留山の榊・梅の楚（すわえ：若枝のこと）を持って行進し、忌火になったことを示した。

## 前後の札所
神仏霊場巡拝の道
18 帯解寺　-　19 石上神宮　-　20 大和神社

## 現地情報
所在地
- 奈良県天理市布留町384

交通アクセス
- 天理駅（近鉄・JR）から
  - 徒歩：約30分
  - バス：奈良交通バス 苣原（ちしゃわら）経由 国道針行きまたは針インター行きで「石上神宮前」バス停下車 （下車後徒歩5分） - 1日3～4往復の運行。

## 外部サイト
- 石上神宮 - 公式サイト
- 石上坐布留御魂神社 - 國學院大學21世紀COEプログラム「神道・神社史料集成」